# Hypselecara coryphaenoides
Hypselecara coryphaenoides es una especie de peces de la familia Cichlidae en el orden de los Perciformes.

## Morfología
Los machos pueden llegar alcanzar los 16 cm de longitud total.

## Hábitat
Vive en zonas de clima tropical  entre 22 °C-30 °C de temperatura.

## Distribución geográfica
Se encuentran en Sudamérica:  cuenca del río Amazonas (ríos  Negro,  Trombetas,  Tapajós, Maués y Uatumã), afluentes del curso superior del río Orinoco y cuenca del río Aguar.